# Jerzy I Grecki
Jerzy I (gr. Γεώργιος Α΄, Βασιλεύς των Ελλήνων), urodzony jako prins Vilhelm af Slesvig-Holsten-Sønderborg-Glücksborg (ur. 24 grudnia 1845 w Kopenhadze, zm. 18 marca 1913 w Salonikach) – król Grecji w latach 1863–1913 z dynastii Glücksburgów, bocznej linii Oldenburgów. Syn króla Danii – Chrystiana IX Glücksburga i Luizy Heskiej (z linii Hessen-Kassel).
Wyznaczony na króla przy poparciu Wielkiej Brytanii, Francji i Rosji, po zdetronizowaniu w 1862 Ottona I Wittelsbacha w wyniku puczu wojskowego. Miał wpływ na formowanie się greckiej demokracji przez nadanie jej konstytucji. Pomimo początkowej niepopularności stał się monarchą popularnym i lubianym. Został zamordowany w Salonikach przez Aleksandrosa Schinasa.

## Życiorys

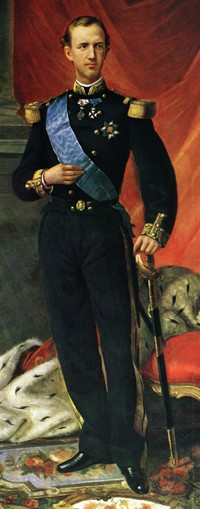
Król Jerzy, 1864

Gdy poprzedni król Otton I po wybuchu powstania musiał opuścić Grecję, zaczęto szukać nowego władcy dla tego kraju. Spotkawszy się z odmową licznych książąt, Grecy zwrócili się ku synowi przyszłego króla Danii, Chrystiana IX – Wilhelmowi, księciu Szlezwiku-Holsztynu-Sonderburga-Glücksburga. Ani Wilhelm, ani jego ojciec nie wydawali się zainteresowani tą propozycją, ale król Danii, Fryderyk VII, dziad stryjeczny Wilhelma miał powiedzieć: „Jeśli mu tego nie nakażesz, rozstrzelam cię”.
W 1863 zrozpaczony osiemnastoletni książę wyjechał do Aten, by objąć tam panowanie jako Jerzy I. Nowy król otrzymał w spadku skromne królestwo z milionem żyjących w ubóstwie mieszkańców. Bieda była tak wielka, iż Francja, Anglia i Rosja złożyły się, by pożyczyć mu pieniądze na utrzymanie dworu.

### Małżeństwo i rodzina
Jerzy I w 1867 roku poślubił wielką księżną Olgę Konstantynownę (1851–1926). Ośmioro dzieci pary to:
- Konstantyn (1868–1923), król Grecji od 1913
- Jerzy (1869–1957)
- Aleksandra (1870–1891), wielka księżna Rosji
- Mikołaj (1872–1938); ojciec Mariny, księżnej Kentu (żony księcia Jerzego Windsora)
- Maria (1876–1940), wielka księżna Rosji
- Olga (1881–1881)
- Andrzej (1882–1944) ojciec Filipa, księcia Edynburga (męża królowej Wielkiej Brytanii Elżbiety II)
- Krzysztof (1888–1940)

Rankiem 18 marca 1913 w Salonikach Jerzy I wyszedł z domu syna, eskortowany przez jednego tylko oficera, by jak zwykle wrócić pieszo do pałacu królewskiego. Tam został postrzelony przez anarchistę Aleksandrosa Schinasa (ngr. Αλέξανδρος Σχινάς). Umarł niecałe dwa tygodnie przed jubileuszem pięćdziesięciolecia panowania. Jego zabójca, aresztowany i torturowany, zginął 6 maja wypadając z okna komisariatu policji w budzących wątpliwości okolicznościach.

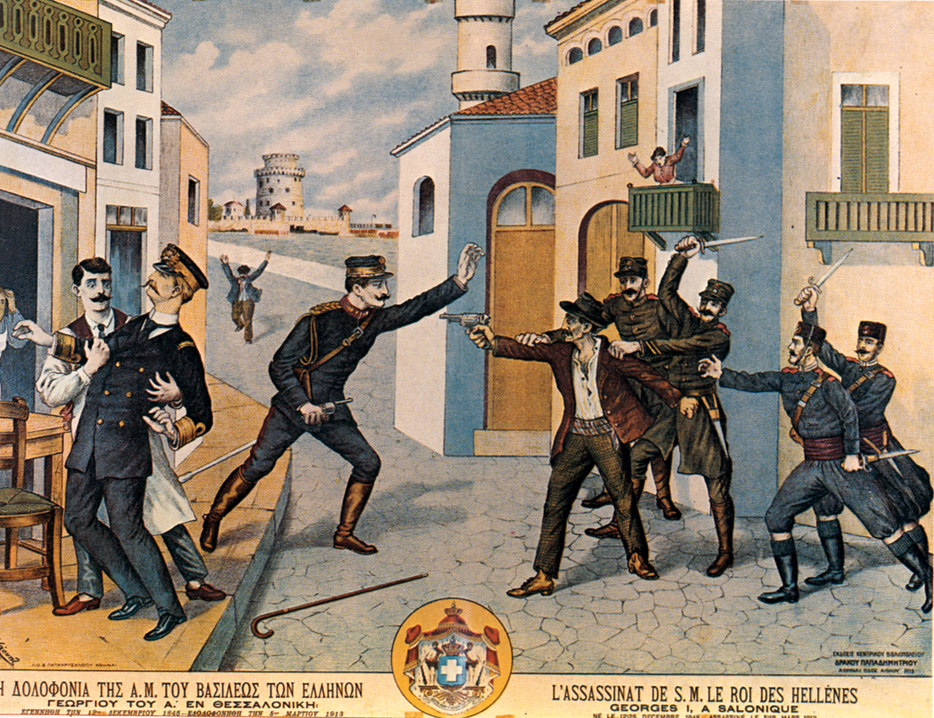
Litografia mordu na władcy

## Odznaczenia
- Wielki Mistrz Orderu Zbawiciela
- Order Słonia (Dania, 1863)[1]
- Wielki Komandor Orderu Danebroga (Dania, 1871)[1]
- Odznaka Honorowa Orderu Danebroga (Dania)[1]
- Medal Pamiątkowy Złotych Godów Króla Chrystiana IX i Królowej Luizy (Dania, 1892)[1]